# Gros-Morne (Haití)
Gros-Morne (en criollo haitiano Gwo Mòn) es una comuna de Haití que está situada en el distrito de Gros-Morne, del departamento de Artibonito.

## Secciones
Está formado por las secciones de:
- Boucan Richard
- Rivière Mancelle
- Rivière Blanche (que abarca la villa de Gros-Morne)
- L'Acul
- Pendu
- Savane Carrée
- Moulin
- Ravine Gros Morne

## Demografía
| Gráfica de evolución demográfica de Gros-Morne entre 2009 y 2015 |
|                                                                  |

Los datos demográficos contemplados en este gráfico de la comuna de Gros-Morne son estimaciones que se han cogido de 2009 a 2015 de la página del Instituto Haitiano de Estadística e Informática (IHSI). 